# 智 (姓)
智（ち）は、漢姓の一つ。

## 中国の姓
2020年の中華人民共和国の統計では人数順の上位100姓に入っておらず、台湾の2018年の統計では730番目に多い姓で、43人がいる。

### 氏族
- 晋の智氏

## 朝鮮の姓
智（ち、チ、朝: 지）は、朝鮮人の姓の一つである。2015年の国勢調査による韓国内での人口は6,070人。

### 著名な人物
- 智昌薫（朝鮮語版） - 韓国の実業家。大韓航空の前代表理事社長[4]。

### 氏族
| 氏族（地域） | 創始者 | 人数（2015年） |
| ------------ | ------ | -------------- |
| 慶州智氏     |        | 9              |
| 密陽智氏     |        | 40             |
| 鳳山智氏     |        | 5,751          |
| 鳳州智氏     |        | 12             |
| 堤川智氏     |        | 62             |
| 晋州智氏     |        | 5              |
| 清州智氏     |        | 9              |
| 忠州智氏     |        | 57             |
| 坡州智氏     |        | 19             |
| 平昌智氏     |        | 32             |
| 豊山智氏     |        | 7              |